# Riquna Williams
Riquna «Bay Bay» Williams (Pahokee, 28 de mayo de 1990) es una baloncestista estadounidense de la Women's National Basketball Association (WNBA) que ocupa la posición de base.
Fue reclutada por los Tulsa Shock en la 17° posición de la segunda ronda del Draft de la WNBA de 2012, equipo donde militó hasta 2016 cuando pasa a formar parte de Los Angeles Sparks. A nivel internacional, militó en los Good Angels Košice (2012-2013) de Eslovaquia, Hapoel Rishon Lezion (2012-2013) de Israel saliendo campeona del Ligat ha'Al, y en el Virtus Eirene Ragusa (2013-2014) de Italia.
En 2013 fue galardonada como la Mejor Sexta Mujer de la WNBA, mientras que en 2015 fue seleccionada para el All-Star Game de la WNBA.

## Estadísticas

### Totales
| Año                                                                                              | Equipo | J   | JI | MJ   | TC  | ITC  | TC%  | 3P  | 3PA | 3P%  | 2P  | 2PA | 2P%  | TL  | ITL | TL%  | RBO | RBD | RBT | AST | STL | BLK | TOV | PF  | PTS  |
| ------------------------------------------------------------------------------------------------ | ------ | --- | -- | ---- | --- | ---- | ---- | --- | --- | ---- | --- | --- | ---- | --- | --- | ---- | --- | --- | --- | --- | --- | --- | --- | --- | ---- |
| 2012                                                                                             | TUL    | 33  | 3  | 671  | 116 | 337  | .344 | 38  | 117 | .325 | 78  | 220 | .355 | 75  | 91  | .824 | 25  | 55  | 80  | 69  | 51  | 9   | 47  | 65  | 345  |
| 2013                                                                                             | TUL    | 27  | 6  | 612  | 139 | 350  | .397 | 45  | 118 | .381 | 94  | 232 | .405 | 99  | 110 | .900 | 14  | 50  | 64  | 49  | 27  | 7   | 40  | 59  | 422  |
| 2014                                                                                             | TUL    | 11  | 2  | 174  | 28  | 69   | .406 | 6   | 27  | .222 | 22  | 42  | .524 | 14  | 15  | .933 | 5   | 15  | 20  | 13  | 15  | 2   | 15  | 16  | 76   |
| 2015 ★                                                                                           | TUL    | 29  | 20 | 813  | 130 | 369  | .352 | 56  | 162 | .346 | 74  | 207 | .357 | 136 | 160 | .850 | 16  | 84  | 100 | 74  | 43  | 15  | 47  | 78  | 452  |
| Carrera                                                                                          |        | 100 | 31 | 2270 | 413 | 1125 | .367 | 145 | 424 | .342 | 268 | 701 | .382 | 324 | 376 | .862 | 60  | 204 | 264 | 205 | 136 | 33  | 149 | 218 | 1295 |
| Notas: J=Juegos; JI=Juegos iniciales; MJ=Minutos jugados; ITC=Intentos de TC; ITL=Intentos de TL |        |     |    |      |     |      |      |     |     |      |     |     |      |     |     |      |     |     |     |     |     |     |     |     |      |

### Por juego
| Año                                                                                              | Equipo | J   | JI | MJ   | TC  | ITC  | TC%  | 3P  | 3PA | 3P%  | 2P  | 2PA | 2P%  | TL  | ITL | TL%  | RBO | RBD | RBT | AST | STL | BLK | TOV | PF  | PTS  |
| ------------------------------------------------------------------------------------------------ | ------ | --- | -- | ---- | --- | ---- | ---- | --- | --- | ---- | --- | --- | ---- | --- | --- | ---- | --- | --- | --- | --- | --- | --- | --- | --- | ---- |
| 2012                                                                                             | TUL    | 33  | 3  | 20.3 | 3.5 | 10.2 | .344 | 1.2 | 3.5 | .325 | 2.4 | 6.7 | .355 | 2.3 | 2.8 | .824 | 0.8 | 1.7 | 2.4 | 2.1 | 1.5 | 0.3 | 1.4 | 2.0 | 10.5 |
| 2013                                                                                             | TUL    | 27  | 6  | 22.7 | 5.1 | 13.0 | .397 | 1.7 | 4.4 | .381 | 3.5 | 8.6 | .405 | 3.7 | 4.1 | .900 | 0.5 | 1.9 | 2.4 | 1.8 | 1.0 | 0.3 | 1.5 | 2.2 | 15.6 |
| 2014                                                                                             | TUL    | 11  | 2  | 15.8 | 2.5 | 6.3  | .406 | 0.5 | 2.5 | .222 | 2.0 | 3.8 | .524 | 1.3 | 1.4 | .933 | 0.5 | 1.4 | 1.8 | 1.2 | 1.4 | 0.2 | 1.4 | 1.5 | 6.9  |
| 2015                                                                                             | TUL    | 29  | 20 | 28.0 | 4.5 | 12.7 | .352 | 1.9 | 5.6 | .346 | 2.6 | 7.1 | .357 | 4.7 | 5.5 | .850 | 0.6 | 2.9 | 3.4 | 2.6 | 1.5 | 0.5 | 1.6 | 2.7 | 15.6 |
| Carrera                                                                                          |        | 100 | 31 | 22.7 | 4.1 | 11.3 | .367 | 1.5 | 4.2 | .342 | 2.7 | 7.0 | .382 | 3.2 | 3.8 | .862 | 0.6 | 2.0 | 2.6 | 2.1 | 1.4 | 0.3 | 1.5 | 2.2 | 13.0 |
| Notas: J=Juegos; JI=Juegos iniciales; MJ=Minutos jugados; ITC=Intentos de TC; ITL=Intentos de TL |        |     |    |      |     |      |      |     |     |      |     |     |      |     |     |      |     |     |     |     |     |     |     |     |      |

## Vida personal
Williams fue arrestada el 30 de abril de 2019 en Pahokee, Florida por atacar a su exnovia, Alkeria Davis.
- Datos: Q3433073
- Multimedia: Riquna Williams / Q3433073

1. ↑  «WNBA guard Riquna Williams arrested for assaulting ex-partner». USA TODAY.